# Věra Muchinová
Věra Ignaťjevna Muchina (rusky Вера Игнатьевна Мухина; 1. července 1889, Riga – 6. října 1953, Moskva) byla prominentní sovětská sochařka tvořící ve stylu socialistického realismu. Jejím nejslavnějším dílem je monumentální sousoší Dělník a kolchoznice (1937) vytvořené pro mezinárodní výstavu v Paříži, nyní instalované v Moskvě.